# 살론타

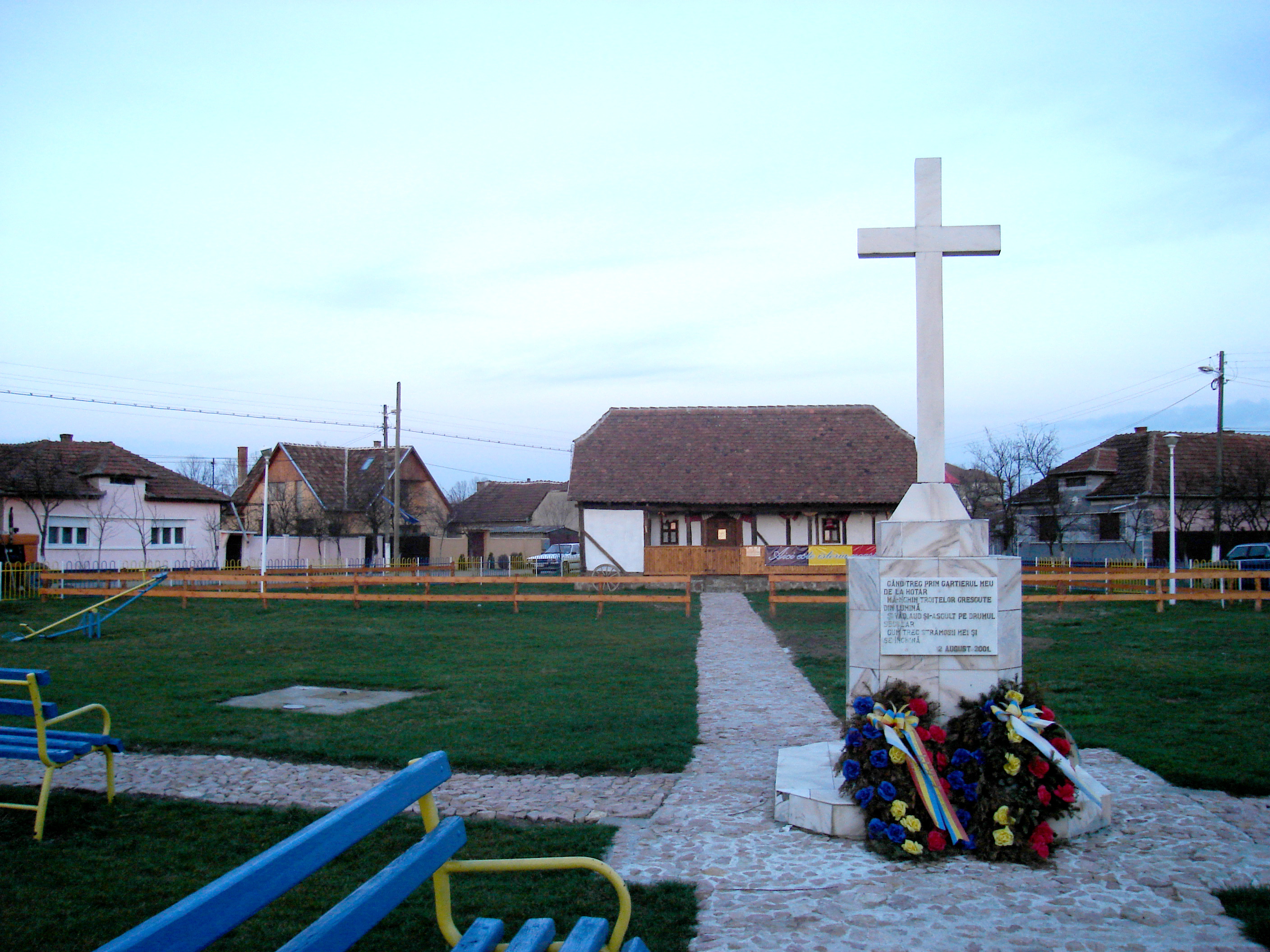
살론타 소작농박물관

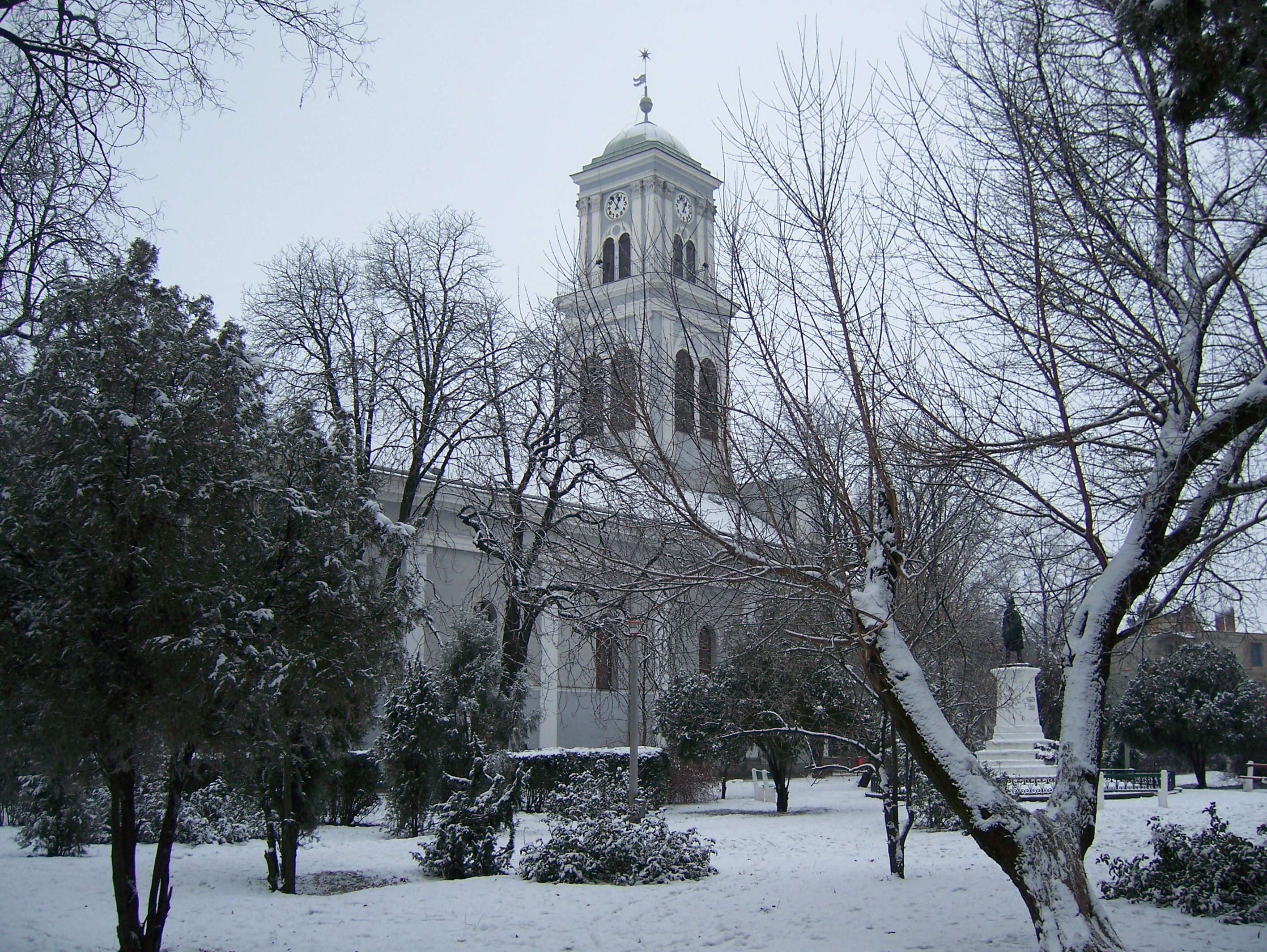
살론타 개혁 교회 대성당

살론타(루마니아어: Beiuș, 헝가리어: Nagyszalonta 너지설론터[*], 독일어: Grosssalontha 그로스잘론타[*], 튀르키예어: Salanta 살란타[*])는 루마니아 비호르주의 도시로 인구는 18,074명(2002년 기준)이다.
2011년 루마니아 인구 조사에 따르면 도시의 인구는 헝가리인(58.1%), 루마니아인(38.83%), 로마인(2.4%), 슬로바키아인(0.4%), 그 외의 민족(0.5%)으로 나뉜다. 2002년 루마니아 인구 조사에 따르면 도시의 종교는 개혁 교회(칼뱅주의, 51.12%), 루마니아 정교회(36.46%), 로마 가톨릭교회(6.56%), 침례교, 동방 가톨릭교회, 오순절운동, 그 외의 신앙(5.86%)으로 나뉜다.

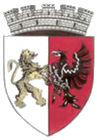
시 문장

## 인구
| 연도              | 인구   | ±%     |
| ----------------- | ------ | ------ |
| 1910              | 15,514 | —      |
| 1930              | 15,297 | −1.4%  |
| 1948              | 14,447 | −5.6%  |
| 1956              | 16,276 | +12.7% |
| 1966              | 17,754 | +9.1%  |
| 1977              | 19,746 | +11.2% |
| 1992              | 20,660 | +4.6%  |
| 2002              | 20,006 | −3.2%  |
| 2011              | 17,042 | −14.8% |
| 출처: Census data |        |        |